# Ptahemwia
Ptahemwia, auch Ptehemwia, ist der altägyptische Name von:
- Ptahemwia (Tutanchamun), Beamter der 18. Dynastie
- Ptahemwia (Sakkara), Beamter der 19. Dynastie
- Ptehemwia, Umrisszeichner der 19. Dynastie